# 岩崎克也
岩崎 克也（いわさき かつや、1964年3月10日 - ）は、日本の建築家。東海大学教授。建築都市学部長。

## 略歴
- 1964年千葉県生まれ。1986年に東海大学工学部建築学科（古橋栄三研究室）を卒業
- 1991年同大学院博士前期課程修了（上松佑二研究室）
- 1986年から1989年まで戸田建設株式会社に勤務
- 1991年から2022年まで株式会社日建設計に勤務
- 日建設計では2007年より設計部長を務め、数多くの教育施設をチーフとして担当した
- 2020年に東海大学教授となり、2022年には初代建築都市学部長・教授に就任した

## 受賞歴

### 2001年
- BCS賞（秋田赤十字プロジェクト 日本赤十字秋田短期大学 ）
- 東京建築賞「最優秀賞+東京都知事賞」（大田区特別養護老人ホームたまがわ）
- 建築士事務所全国大会建築作品表彰「国土交通大臣賞」（大田区特別養護老人ホームたまがわ）

### 2002年
- 日本建築士会連合会賞「奨励賞」（高根町しらかば保育園）
- 建築士事務所全国大会建築作品表彰「奨励賞」（高根町しらかば保育園）

### 2004年
- 第9回公共建築賞「優秀賞」（大田区特別養護老人ホームたまがわ）
- 日本建築士会連合会賞「優秀賞」（高根町みのるの里特別養護老人ホーム）

### 2009年
- グッドデザイン賞（芝浦アイランド ブルームホームズ）

### 2010年
- 国際ユニバーサルデザイン大賞「優秀賞」 五感で感じるユニバーサルデザイン（南アルプス市健康福祉センター）

### 2013年
- JIA環境建築賞 （港区立芝浦小学校）

### 2015年
- 東京建築士会優秀賞（東京理科大学葛飾キャンパス図書館棟）
- 第31回図書館協会建築賞（東京理科大学葛飾キャンパス図書館棟）

### 2017年
- グッドデザイン賞（港区立小中一貫教育校 白金の丘学園）
- 日本コンクリート工学会賞作品賞（港区立小中一貫教育校 白金の丘学園）
- 建築士会連合会長表彰（永年の建築士会への功績）

## 主な作品
日建設計時代の代表作品として、東京理科大学葛飾キャンパス、上智大学四谷キャンパスソフィアタワー、港区立小中一貫教育校 白金の丘学園などがある。

### 大学キャンパス・教育施設
- 東京理科大学葛飾キャンパス
- 上智大学四谷キャンパス ソフィアタワー
- 慶應義塾大学三田キャンパス 新南校舎
- 明治大学駿河台キャンパス グローバルフロント
- 港区立小中一貫教育校 白金の丘学園

### 老人ホーム・福祉施設
- 大田区特別養護老人ホームたまがわ
- 高根町（現北斗市）みのるの里老人ホーム
- 平成会　ザ番町ハウス

### その他
- 高根町（現北斗市）しらかば保育園
- 三菱UFJ銀行相模原ビル

## 主な著作
- 『未来を拓くキャンパスのデザイン』編著者 彰国社、2018年
- 『LINKAGE : 人・建築・都市を○○でつなぐ 』編著者　総合資格出版会 、2023年

## 所属団体
- 日本建築学会
- 日本建築家協会（JIA登録建築家）
- 東京建築士会